# Solva uniflava
Solva uniflava är en tvåvingeart som beskrevs av Yang och Akira Nagatomi 1993. Solva uniflava ingår i släktet Solva och familjen lövträdsflugor.
Artens utbredningsområde är Hubei (Kina). Inga underarter finns listade i Catalogue of Life.